# Fonderie d'aluminium de Dunkerque
Aluminium Dunkerque est une entreprise spécialisée dans la fabrication de plaques et de lingots, dans une grande variété d’alliages, pour des applications à forte valeur ajoutée notamment dans les secteurs du transport (aéronautique, automobile), de la construction et de l’emballage.
Acteur majeur de la production d’aluminium primaire et une des dernières grandes usines de ce type en France, le site de production est implanté à Loon-Plage, dans le Nord de la France, depuis 1991, dans un territoire très engagé dans la décarbonation de ses industries. À elle seule, Aluminum Dunkerque représente environ deux tiers de la production française d'aluminium et consommera en électricité l'équivalent d'une demi-tranche de réacteur nucléaire  (1 % de la demande totale du pays en électricité). Le groupe vise 10 % d'aluminium recyclé en 2030.

## Histoire
Le site est fondé en 1991 par l'entreprise Péchiney. La société est victime d'une OPA hostile en juillet 2003 et est absorbée par l'entreprise canadienne Alcan. Péchiney disposait, outre son site de Dunkerque, des sites à Lannemezan, Saint-Jean-de-Maurienne et Biesheim.
En 2007, Alcan est à son tour racheté par Rio Tinto, et devient une branche du groupe anglo-australien sous le nom de Rio Tinto Alcan. Le groupe se sépare progressivement des anciennes installations de Péchiney : en 2008, le site de Lannemezan est fermé, en 2011 sa filiale Alcan EP (Neuf-Brisach, Voreppe, etc.) est rachetée et devient Constellium, et en 2014 Saint-Jean-de-Maurienne est vendu à la société allemande Trimet.
En 2018, le site de Dunkerque est vendu à GFG Alliance et plus particulièrement à sa filiale Liberty House Group, détenue par l'industriel indo-britannique Sanjeev Gupta.
En 2021, le fonds d'investissement américain AIP devient l'unique actionnaire de la société Aluminium Dunkerque. Son chiffre d'affaires annuel est en moyenne de 800 millions d'euros.
En 2025, son premier four de recyclage de déchets d'aluminium est inauguré (13 millions d'euros). Sa capacité est 20 000 tonnes/an. Une tonne d'aluminium recyclé génère seulement 0,5 à 0,6 tonne de dioxyde de carbone, contre 4 tonnes pour l'aluminium primaire. L'entreprise a signé un protocole d'accord avec EDF fixant les principes d’un contrat d’approvisionnement en électricité sur 10 ans. Elle vise 10 % d'aluminium recyclé en 2030, et envisage en outre une capture du dioxyde de carbone pour améliorer son bilan carbone.

## Production
Aluminium Dunkerque a une capacité de production en 2024 d'environ 300 000 tonnes d'aluminium par an, dispose de 264 cuves d'électrolyses et emploie plus de 700 salariés.
L'apport d'énergie, en grande partie nécessaire au procédé d'électrolyse permettant d'extraire l'aluminium de l'alumine, est fournie en partie par la centrale nucléaire de Gravelines. La consommation d'électricité représente environ un tiers des coûts de revient de l'entreprise et équivaut à la consommation de l'agglomération de Marseille. En effet, Aluminium Dunkerque représente à elle seule environ 0,6 % de la consommation d'électricité en France.
Figurant parmi les leaders mondiaux de la production d’aluminium bas carbone, Aluminium Dunkerque a baissé de 17% ses émissions (scope 1,2) depuis 2013 et émet quatre fois moins de gaz à effet de serre que la moyenne mondiale du secteur.
Forte de ces atouts, l’entreprise entend jouer un rôle majeur dans la production européenne d’aluminium bas carbone au service de ses clients et de ses communautés. Elle accélère sa transition énergétique et environnementale dans le cadre d’un ambitieux projet de décarbonation baptisé LowCAl pour Low Carbon Aluminium.